# Christen C. Raunkiær
Christen C. Raunkiær tên đầy đủ là Christen Christensen Raunkiær (29.3.1860 – 11.3.1938) là nhà thực vật học Đan Mạch, người tiên phong trong khoa sinh thái thực vật. Christen C. Raunkiæer nổi tiếng về Hệ thống Raunkiær phân loại thực vật theo dạng sống của chúng. Hệ thống này ngày nay vẫn còn được sử dụng rộng rãi và có thể được coi là hệ tiên khởi của hệ thống CSR do J. Philip Grime đề xuất.

## Tiểu sử
Christen C. Raunkiær sinh ra trong 1 nông trại nhỏ tên Raunkiær ở giáo xứ Lyhne, vùng tây bán đảo Jutland, Đan Mạch (năm 1912 ông ta chính thức mang tên nông trại đó), con của Johan Christian Hansen (1826-1904) và Ane Thjellesen (1823-1901). Christen C Raunkiær học trường Østbæk Folkehøjskole 1 năm, rồi trường Skovgård Højskole tại Odrup và tốt nghiệp trung học năm 1879.
Sau đó Christen C. Raunkiær sang học thực vật học ở Đại học Copenhagen và tốt nghiệp bằng thạc sĩ năm 1885. Christen C Raunkiær kết hôn với tác giả kiêm nghệ sĩ Ingeborg Marie Raunkiær, nhũ danh Andersen (1863-1921). Họ sống đạm bạc trong 1 căn nhà nhỏ ở Jonstrup bằng tiền lương giảng viên dạy giờ và phụ tá khoa học ở Vườn bách thảo của chồng. Từ 1900 Raunkiær làm giáo viên ở Trường Cao đẳng sư phạm quốc gia. Năm 1905-1906, Raunkiær đi nghiên cứu thực vật ở Vùng Caribe, sau đó năm 1909-1910 ở Ý, Bắc Phi, Tây Ban Nha và Pháp. Ingeborg theo chồng cả hai chuyến đi và vẽ minh họa cho các khảo luận của chồng. Họ ly dị năm 1915, năm mà người con trai duy nhất của họ là Barclay Raunkiær bị chết.
Năm 1908 Raunkiær được bổ nhiệm làm phó giáo sư môn thực vật học ở Đại học Copenhagen. Năm 1911 Raunkiær kế vị Eugen Warming làm giáo sư thực vật học ở Đại học Copenhagen và làm giám đốc Vườn bách thảo Copenhagen từ 1912 tới 1923.
Raunkiær kết hôn lần thứ hai với nhà thực vật học Agnete Seidelin (1874-1956), nhưng ít lâu sau họ lại ly dị và năm 1925 Raunkiær kết hôn lần thứ ba với Christine Farvine Nelly Nelson (1879-1959). Thời gian này Raunkiær bị trầm uất (depression) và xin nghỉ hưu.
Sau khi nghỉ hưu, C. Raunkiær viết một số tác phẩm văn học về thực vật ("The flora and the heathland poets", "The dandelion in Danish poetry", "Plants in the psalms"). Trong các tác phẩm này, ông ta áp dụng chặt chẽ tiêu chuẩn số lượng, ví dụ: ông ta định nghĩa một thi sĩ là người đã viết được từ 1.000 câu thơ trở lên.

## Hệ thống phân loại dạng sống thực vật
Raunkiær phân loại thực vật theo dạng sống của chúng, chủ yếu như sau: 
- Phanerophytes = Loại cây chồi cao
- Chamaephytes = Loại cây chồi trên
- Hemicryptophytes = Loại cây nửa chồi ẩn
- Cryptophytes = Loại cây chồi đất
- Therophytes = Loại cây 1 vụ

## Tác phẩm khoa học của Christen C. Raunkiær
- Raunkiær, C. (1887) Frøskallens Bygning og Udviklingshistorie hos Geraniaceerne. Botanisk Tidsskrift 16, 152-167.
- Raunkiær, C. (1888-89) Myxomycetes Daniae eller Danmarks Slimsvampe. Botanisk Tidsskrift 17, 20-105	Description in English of some new and of some unsatisfactorily known species of Myxomycetes described in the preceding treatise. Botanisk Tidsskrift 17, 106-110.
- Raunkiær, C. (1889) Notes on the vegetation of the North-Frisian Islands and a contribution to an eventual flora of these islands. Botanisk Tidsskrift 17, 179-196.
- Raunkiær, C. (1893) Vegetationsorganernes Morphologi og Biologi hos de danske Cyperaceer - Bestøvning og Frugtsætning hos de danske Cyperaceer. Botanisk Tidsskrift 18, 19-23.
- Raunkiær, C. (1895) De danske Blomsterplanters Naturhistorie. l. Enkimbladede. Gyldendalske Boghandels Forlag, København.
- Raunkiær, C. (1901) Om Papildannelsen hos Aira caespitosa. Botanisk Tidsskrift 24, 223-238.
- Raunkiær, C. (1902) Statistisk Undersøgelse over Forholdet mellem Han- og Hunrakler hos vore Alnus-arter. Botanisk Tidsskrift 24, 289-296.
- Raunkiær, C. (1903) Anatomical Potamogeton-Studies and Potamogeton fluitans. Botanisk Tidsskrift 25, 253-280.
- Ostenfeld, C.H. & Raunkiær, C. (1903) Kastreringsforsøg med Hieracium og andre Cichorieæ [Eng. summ.]. Botanisk Tidsskrift 25, 409-413.
- Raunkiær, C. (1904) Comment les plantes géophytes à rhizomes apprécient la profondeur où se trouvent placés leurs rhizomes. Oversigt over Det Kongelige Danske Videnskabernes Selskabs Forhandlinger, 1904, 330-349.
- Raunkiær, C. (1904) Om biologiske Typer, med Hensyn til Planternes Tilpasninger til at overleve ugunstige Aarstider. Botanisk Tidsskrift 26, XIV. Ch. 1 in Raunkiær (1934): Biological types with reference to the adaption of plants to survive the unfavourable season, p. 1.
- Raunkiær, C. (1905) Types biologiques pour la géographie botanique. Oversigt over Det Kongelige Danske Videnskabernes Selskabs Forhandlinger, 1905, 347-438.
- Raunkiær, C. (1905) Om Talforholdene mellem Kønnene hos tvebo Planter og om Talforholdet mellem hanlige og hunlige individer i Afkommet af Hunplanter og tvekønnede Planter hos Gynodiøcister. Botanisk Tidsskrift 26, 86-88.
- Raunkiær, C. (1906) Edderkopper og blomsterbesøgende Insekter. Botanisk Tidsskrift 27, 313-316.
- Raunkiær, C. (1906) Sur la transmission par hérédité dans les espèces hétéromorphes. Oversigt over Det Kongelige Danske Videnskabernes Selskabs Forhandlinger, 1906, 31-39.
- Raunkiær, C. (1907) Planterigets Livsformer og deres Betydning for Geografien. Gyldendalske Boghandel - Nordisk Forlag, København and Kristiania. 132 pp. Ch. 2 in Raunkiær (1934): The life-forms of plants and their bearings on geography, p. 2-104.
- Raunkiær, C. (1907) Om Livsformen hos Tussilago farfarus. Et lille Bidrag til Følfodens Naturhistorie. Botanisk Tidsskrift 28, 210. Ch. 3 in Raunkiær (1934): The life-form of Tussilago farfarus, p. 105-110.
- Raunkiær, C. (1908) Livsformernes Statistik som Grundlag for biologisk Plantegeografi. Botanisk Tidsskrift 29, 42-43. German translation: Statistik der Lebensformen als Grundlage für die biologische Pflanzengeographie. Beiheft zum Bot. Centralbl., 27 (2), 171-206 (1910). Ch. 4 in Raunkiær (1924): The statistics of life-forms as a basis for biological plant geography, p. 111-147.
- Raunkiær, C. (1908) Fungi from the Danish West Indies collected 1905-1906. Botanisk Tidsskrift 29, 1-3.
- Raunkiær, C. (1909) Livsformen hos Planter paa ny Jord. Kongelige Danske Videnskabernes Selskabs Skrifter - Naturvidenskabelig og Mathematisk Afdeling, 7.Rk., 8, 1-70. Ch. 5 in Raunkiær (1934): The life-forms of plants on new soil, p. 148-200.
- Raunkiær, C. (1909a) Formationsundersøgelse og Formationsstatistik. Botanisk Tidsskrift 30, 20-132. Ch. 6 in Raunkiær (1934): Investigations and statistics of plant formations, p. 201-282.
- Raunkiær, C. (1911) Det arktiske og antarktiske Chamæfyteklima. In: Biologiske Arbejder tilegnede Eug. Warming paa hans 70 Aars Fødselsdag den 3. Nov. 1911. Kjøbenhavn. Ch. 7 in Raunkiær (1934): The Arctic and Antarctic chamaephyte climate, p. 283-302.
- Raunkiær, C. (1912) Measuring-apparatus for statistical investigations of plant-formations. Botanisk Tidsskrift 33, 45-48.
- Raunkiær, C. (1913) Formationsstatistiske Undersøgelser paa Skagens Odde. Botanisk Tidsskrift 33, 197-243. Ch. 8 in Raunkiær (1934): Statistical investigations of the plant formations of Skagens Odde (The Skaw), p. 303-342.
- Raunkiær, C. (1914) Sur la végétation des alluvions méditerranéennes françaises. Mindeskrift i Anledning af Hundredeaaret for Japetus Steenstrups Fødsel (eds H. F. E. Jungersen & E. Warming), pp. 1–33. København. Ch. 9 in Raunkiær (1934): On the vegetation of the French mediterranean alluvia, p. 343-367.
- Raunkiær, C. (1916) Om Bladstørrelsens Anvendelse i den biologiske Plantegeografi. Botanisk Tidsskrift 34, 1-13. Ch. 10 in Raunkiær (1934): The use of leaf size in biological plant geography, p. 368-378
- Raunkiær, C. (1916) Om Valensmetoden. Botanisk Tidsskrift 34, 289-311.
- Raunkiær, C. (1918) Om Løvspringstiden hos Afkommet af Bøge med forskellig Løvspringstid [Eng. summ.: On leaftime in the descendants from beeches with different leaftimes]. Botanisk Tidsskrift 36, 197-203.
- Raunkiær, C. (1918) Recherches statistiques sur les formations végétales. Biologiske Meddelelser / Kongelige Danske Videnskabernes Selskab, 1 (3), 1-80. Ch 11 in Raunkiær (1934): Statistical researches on plant formations, p. 379-424.
- Raunkiær, C. (1918) Über das biologische Normalspektrum. Biologiske Meddelelser / Kongelige Danske Videnskabernes Selskab, 1 (4), 1-17. Ch. 12 in Raunkiær (1934): On the biological normal spectrum, p. 425-434.
- Raunkiær, C. (1918) Über die verhältnismässige Anzahl männlicher und weiblicher Individuen bei Rumex thyrsiflorus Fingerh. Biologiske Meddelelser / Kongelige Danske Videnskabernes Selskab, 1 (7), 1-17.
- Børgesen, F. & Raunkiær, C. (1918) Mosses and Lichens collected in the former Danish West Indies. Dansk Botanisk Arkiv 2 (9): 1-18.
- Raunkiær, C. (1919) Über Homodromie und Antidromie insbesondere bei Gramineen. Biologiske Meddelelser / Kongelige Danske Videnskabernes Selskab, 1 (12), 1-22.
- Raunkiær, C. (1920) Egern, Mus, og Grankogler. En naturhistorisk Studie. Biologiske Meddelelser / Kongelige Danske Videnskabernes Selskab, 2 (4), 1-90.
- Raunkiær, C. (1920) Om Kryptogamernes Betydning for Karakteriseringen af Planteklimaterne. Botanisk Tidsskrift 37, 151-158. Ch. 13 in Raunkiær (1934): On the significance of Cryptogams for characterizing Plant climates, p. 435-442.
- Raunkiær, C. (1922) Forskellige Vegetationstypers forskellige Indflydelse paa Jordbundens Surhedsgrad (Brintionkoncentration). Biologiske Meddelelser / Kongelige Danske Videnskabernes Selskab, 3 (10), 1-74. Ch. 14 in Raunkiær (1934): The different influence exercised by various types of vegetation on the degree of acidity (Hydrogen-ion concentration), p. 443-487.
- Raunkiær, C. (1926) Nitratindholdet hos Anemone nemorosa paa forskellige Standpladser. Biologiske Meddelelser / Kongelige Danske Videnskabernes Selskab, 5 (5), 1-47. Ch. 15 in Raunkiær (1934): The Nitrate content of Anemone nemorosa growing in various localities, p. 488-516.
- Raunkiær, C. (1926) Om danske Agropyrum-Arter. (Isoreagent-Studier II). Botanisk Tidsskrift 39, 329-347.
- Raunkiær, C. (1926) Vegetationen paa Maglehøj (vest for Arresø) og lidt om vore Kæmpehøjes Flora i det hele taget. Botanisk Tidsskrift 39, 348-356.
- Raunkiær, C. (1928) Dominansareal, Artstæthed og Formationsdominanter. Biologiske Meddelelser / Kongelige Danske Videnskabernes Selskab, 7 (1), 1-47. Ch 16 in Raunkiær (1934): The area of dominance, species density, and formation dominants, p. 517-546.
- Raunkiær, C. (1928) Myxomycetes from the West Indian Islands St. Croix, St. Thomas và St. Jan. Dansk Botanisk Arkiv 5 (16), 1-9.
- Raunkiær, C. (1930) Variation hos Tussilago farfarus L. Botanisk Tidsskrift 41, 257-258.
- Raunkiær, C. (1934) Om de danske Arter af Stellaria media-Gruppen. Botaniske Studier, 1. hæfte (ed C. Raunkiær), pp. 3–30. J.H. Schultz Forlag, København.
- Raunkiær, C. (1934) The Life Forms of Plants and Statistical Plant Geography. Introduction by A.G. Tansley. Oxford University Press, Oxford. 632 pp. Collection of 16 of Raunkiær"s publications plus one new.
- Raunkiær, C. (1934) Botanical studies in the Mediterranean region. Ch. 17 in The Life Forms of Plants and Statistical Plant Geography, pp. 547–620.
- Raunkiær, C. (1935) The vegetation of the sand dunes north of Sousse. Botaniske Studier, 3. hæfte (ed C. Raunkiær), pp. 244–248. J.H. Schultz Forlag, København.
- Raunkiær, C. (1936) The life-form spectrum of some Atlantic islands. Botaniske Studier, 4. hæfte (ed C. Raunkiær), pp. 249–328. J.H. Schultz Forlag, København.
- Raunkiær, C. (1937) Artstal, Artstæthed og Prædominanter i danske Plantesamfund. Botaniske Studier, 5. hæfte (ed C. Raunkiær), pp. 357–382. J.H. Schultz Forlag, København.
- Raunkiær, C. (1937) Hudcellepapiller hos Carex arenaria. Botaniske Studier, 5. hæfte (ed C. Raunkiær), pp. 329–336. J.H. Schultz Forlag, København.
- Raunkiær, C. (1937) Life-form, genus area, and number of species. Botaniske Studier, 5. hæfte (ed C. Raunkiær), pp. 343–356. J.H. Schultz Forlag, København.
- Raunkiær, C. (1937) Plantago intermedia og Plantago major. Botaniske Studier, 5. hæfte (ed C. Raunkiær), pp. 337–342. J.H. Schultz Forlag, København.

## Tác phẩm viết về Christen C. Raunkiær
- Fuller, G.D. (1935) Raunkiaer's ecological papers. Ecology 16: 111-113.
- Smith, W.G. (1913) Raunkiaer's "life-forms" and statistical methods. Journal of Ecology 1, 16-26.
- Biography by O.G. Petersen in: Dansk Biografisk Lexikon, 1st edn 1887-1905 (ed. Carl Frederik Bricka)
- Biography by Carl Christensen in: Dansk Biografisk Leksikon, 3rd edn 1979-1984 (ed. Svend Cedergreen Bech).